# Számítástechnikai múzeum

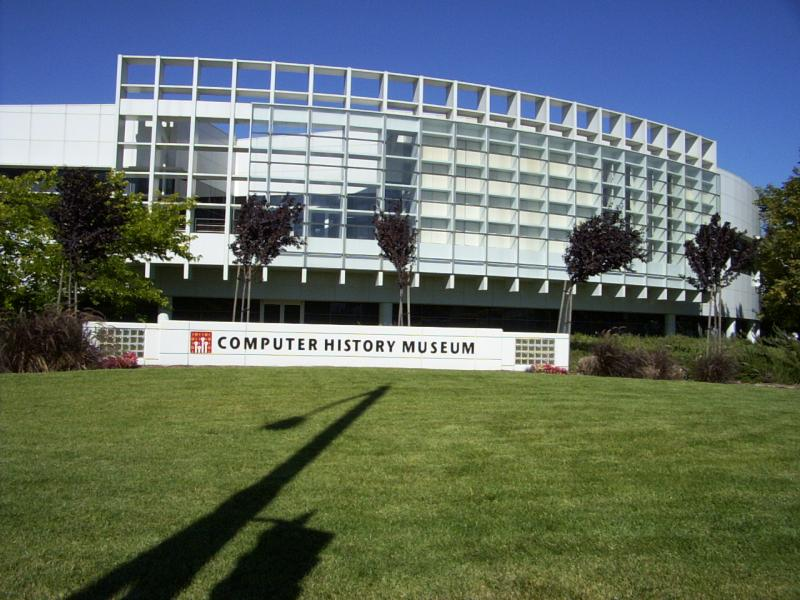
A kaliforniai Mountain View-ben található Computer History Museum épülete

A számítástechnikai múzeum a számítástechnika, a hardverek és szoftverek történetének, kutatásának szentelt, állandó kulturális intézmény. A Múzeumok Nemzetközi Tanácsa (International Council of Museums, ICOM) meghatározása alapján a múzeum a társadalom szolgálatára és fejlődésének elősegítésére létrehozott állandó intézmény, amely a nagyközönség előtt nyitva áll, gyűjti, megőrzi, kutatja és kiállítja az emberiség és környezetének kézzelfogható és szellemi örökségét, az oktatás, a kutatás és a kikapcsolódás céljaira.
Számos informatikai múzeum működik egy nagyobb intézmény keretein belül, mint pl. a londoni Science Museum vagy a Deutsches Museum Münchenben. Mások, mint például a kaliforniai Mountain View-ben található Számítástechnikai Történeti Múzeum (Computer History Museum) vagy a paderborni Heinz Nixdorf MuseumsForum önálló intézmények, amelyek teljes egészében a számítástechnikára koncentrálnak. Egyes múzeumok a számítástechnika korai periódusára koncentrálnak, mások a személyi számítógépek megjelenésére és fejlődésére, egyes intézmények előnyben részesítik a kutatást és a gyűjtést, mások a közönség szórakoztatását és oktatását (infotainment).
A számítástechnika fejlődésével számos gyűjteményt digitalizáltak és tettek közzé az interneten és a számítástechnikai múzeumok sem kivételek. Az interneten elérhető számítástechnikai múzeumok csak a hardverek fényképeit teszik közzé, esetleg bővebb információt kínálnak, mint az a hagyományos múzeumokban elérhető.
A legismertebb számítástechnikai múzeumokat az alábbi lista sorolja fel.

## Online múzeumok
- Bitsavers – Részletes szoftver és dokumentum archívum
- Bull computer History
- Charles Babbage Institute
- Computer History Museum
- Columbia University Computing History
- Early Office Museum – Könyvelő és számológépek múzeuma
- ENIAC Múzeum, Pennsylvania Egyetem
- IBM Archívum
- Information Processing Society of Japan – japán számítástechnikai múzeum
- Living Computer Museum – ...lehetőséget nyújt a regisztrált felhasználóknak, hogy telnet kapcsolaton keresztül kipróbálják, milyen volt az "antik" mainframe számítógépekkel dolgozni.
- old-computers.com – 992 régi számítógép, 140 videójáték-konzol és 98 televíziós játékkonzol található a gyűjteményben.
- Orosz virtuális számítógépmúzeum
- The Apple Museum – több, mint 350 Apple termék
- The Computer Collector
- Virtual Museum of Computing – a számítástechnika történetével kapcsolatos linkek és egyéb információk gyűjteménye

## Észak-amerikai múzeumok
- American Computer Museum (Bozeman, Montana) – Állítólag a legrégebbi, jelenleg is üzemelő számítástechnikai múzeum
- Charles Babbage Institute (Minneapolis and St. Paul, Minnesota) - az online gyűjtemény mellett a múzeum látogatható kiállítással is rendelkezik.
- Computer History Museum (Mountain View, Kalifornia) – Állítása szerint a legnagyobb állandó kiállítással rendelkező számítástechnikai múzeum
- DigiBarn Computer Museum (Boulder Creek, Kaligornia)
- iMusée (Montréal, Quebec, Kanada)
- Infoage Science/History Learning Center (Camp Evans, New Jersey)
- Intel Múzeum (Santa Clara, Kalifornia)
- Microsoft Visitor Center (Redmond, Washington) – ...a Microsoft termékeit, kultúráját és történetét bemutató kiállítás
- Old Computer Museum (Massachusetts) – magángyűjtemény
- Personal Computer Museum (Brantford, Ontario, Kanada)
- Rhode Island Computer Museum (North Kingstown, Rhode Island)
- Smithsonian Computer History Collection (Washington D.C.)

## Európai múzeumok
- Retro Computer Museum (Leicestershire, Nagy-Britannia) – A múzeum rendszeresen tart nyílt napokat, ahol ki is lehet próbálni a még működő számítógépeket.
- ComputerMuseum–Muenchen (München, Németország) – A múzeumban külön részleget szenteltek a Seymour Cray/CDC/Cray Research szuperszámítógépeknek
- FWT UNESCO Computer Museum (Padova, Olaszország)
- Heinz Nixdorf MuseumsForum Archiválva 2021. október 11-i dátummal a Wayback Machine-ben (Paderborn, Németország)
- House for the History of IBM Data Processing Archiválva 2012. január 24-i dátummal a Wayback Machine-ben[2] (Sindelfingen, Németország)
- Museum of Computing (Swindon, Nagy-Britannia)
- The Centre for Computing History (Haverhill, Suffolk, Nagy-Britannia)
- The Jim Austin Computer Collection (York, Nagy-Britannia) – Magángyűjtemény
- The National Museum of Computing (Bletchley Park, Nagy-Britannia) – A múzeum elsősorban a második világháborús német rejtjelző kód feltörésében használt brit számítógépeket és a hozzájuk kapcsolódó eszközöket gyűjti és állítja ki].
- A technikum29 múzeum (Frankfurt am Main közelében) – A kis számítástechnikai és távközlési múzeum gyűjteményében található összes eszköz teljesen működőképes.
- The UK National Archive for the History of Computing (Manchester, Nagy-Britannia) – Elsősorban a számítástechnika történelmével kapcsolatos dokumentumokra összpontosít.
- Az Amszterdami Egyetem számítástechnikai múzeuma (Hollandia)

## Fordítás
- Ez a szócikk részben vagy egészben  a   Computer museum című angol Wikipédia-szócikk fordításán alapul.  Az eredeti cikk szerkesztőit annak laptörténete sorolja fel. Ez a jelzés csupán a megfogalmazás eredetét és a szerzői jogokat jelzi, nem szolgál a cikkben szereplő információk forrásmegjelöléseként.